# 6516-os mellékút (Magyarország)
A 6516-os számú mellékút egy közel tizennégy kilométer hosszú, négy számjegyű mellékút Somogy vármegyében. A Somogyi-dombságban kapcsol össze néhány települést többé-kevésbé észak-déli irányban.

## Nyomvonala
A 6508-as útból ágazik ki, annak 16+300-as kilométerszelvényénél, Szorosad belterületén. Észak felé indul, a Zicsi-patak völgyét követve, és alig 200 méter után ki is lép a település lakott területéről. 750 méter után lép át Kára településre; annak belterületét 1,6 kilométer után éri el, itt északnyugat felé haladva és a Kossuth Lajos utca nevet felvéve. Alig több mint fél kilométeren át húzódik a község belterületén, 2,2 kilométer után ki is lép onnan.
A következő település Miklósi, amelynek határát 4,1 kilométer után éri el, lakott területeire pedig 4,7 kilométer után érkezik meg. Először Sétatér utca a neve, a központtól északra pedig Rákóczi Ferenc utca. Majdnem pontosan a hatodik kilométerénél lép ki a községből, 6,4 kilométer után pedig Miklósi, Nágocs és Zics hármashatára mellett halad el. Innen egy darabig a két utóbbi település határvonalát kíséri, a 7+350-es kilométerszelvénye után pedig teljesen zicsi területre lép.
8,6 kilométer után éri el Zics községet, ott előbb Kossuth Lajos utca a neve, majd 9,2 kilométer után egy elágazáshoz ér. Nyugati irányból a 6523-as út torkollik bele bő 1,8 kilométer után, a 6516-os pedig észak felé folytatódik, Petőfi Sándor utca néven. 10,3 lép ki a település belterületéről.
11,9 kilométer után lép be az útjába eső utolsó település, Kapoly területére, ott egy élesebb iránytöréssel kelet-északkeleti irányba fordul, de pár száz méter után ismét visszatér az északi irányhoz. Szőlőhegy utca néven éri el a település belterületének déli szélét, 13,2 kilométer után. 13,5 kilométer megtételét követően keresztezi a MÁV 35-ös számú Kaposvár–Siófok-vasútvonalát, Kapoly megállóhely nyugati szélén, majd egy önkormányzati út ágazik ki belőle a megállóhelyre. Utolsó méterein még áthalad a Kis-Koppány felett is, végül beletorkollik a 6511-es útba, annak 15+350-es kilométerszelvényénél.
Teljes hossza, az országos közutak térképes nyilvántartását szolgáló kira.gov.hu adatbázisa szerint 13,618 kilométer.

## Települések az út mentén
- Szorosad
- Kára
- Miklósi
- (Nágocs)
- Zics
- Kapoly